# Acanthascus tener
Acanthascus tener är en svampdjursart som beskrevs av Schulze 1899. Acanthascus tener ingår i släktet Acanthascus och familjen Rossellidae. Inga underarter finns listade i Catalogue of Life.